# Ceição de Barros Barreto
Ceição de Barros Barreto (Pernambuco, 1885 – Rio de Janeiro, 1984 (99 anos)), foi uma professora de música e Canto Orfeônico, pesquisadora e escritora brasileira que trabalhou no Instituto de Educação do Rio de Janeiro nos anos de 1930. 
Em 1942 lança um livro onde denuncia erros nas apresentações musicais de hinos brasileiros, notadamente com o Hino Nacional Brasileiro, como se vê na citação de Susana Cecilia Irayara: "Ceição de Barros Barreto também voltou-se para a execução do Hino Nacional em Estudo sobre Hinos e Bandeira do Brasil (1942). Detalha os erros mais frequentes observados na execução cantada e, com isso, torna-se uma fonte importante para o estudo das práticas musicais escolares, pois indica o “certo” e o“errado”(...)".

## Obras
Produziu artigos e livros na área musical

### Artigos
- Noções de história e estética da música,publicano na Revista Brasil Musical em 1923 e 1923
- Palestra-moldura para um ensaio de orfeão, 1932
- Tema, tese apresentada no congresso de educação do Ceará em 1934 que debatia a educação musical nas escolas públicas

### Livros
- Cantigas de quando eu era pequenina, 1930
- Coro. Orfeão, 1938
- Estudo sobre hinos e Bandeira do Brasil, 1942, com ilustrações de Percy Lau
- o veado e o jaboti
- A margem do repertório coral
- Ensaio de estética e apresentação musical